# Азери-Пресс
Агентство «Азери-Пресс» (азерб. Azəri Press Agentliyi, сокр. АПА, APA) — азербайджанское информационное агентство.

## История
8 января 2004 года агентство было зарегистрировано Министерством юстиции Азербайджана, 16 ноября 2004 года начал работу. Основатель агентства и генеральный директор компании «APA Group», владеющей агентством и смежными проектами, — Вюсаля Маиргызы.
В августе 2018 года сайт агентства был отключён из-за неверно процитированного заявления президента Азербайджана Ильхама Алиева, а агентство временно прекратило свою работу. В июне 2019 года агентство возобновило деятельность.

## Описание
Агентство имеет офисы во всех регионах Азербайджана, а также в Турции, России, Иране, Грузии и Великобритании. Центральный офис расположен в Баку, на ул. Наджафгулу Рафиева, д. 11/45.
Выпускает новостную ленту на азербайджанском, английском, персидском и русском языках. Освещает события в Азербайджане и Южном Кавказе в целом, а также крупные международные события. На новостную ленту агентства подписаны ведущие проправительственные и оппозиционные издания Азербайджана и азербайджанской диаспоры.
Позиционируется как независимое информационное агентство. По данным проекта Caspiana Гарвардского университета, принадлежит азербайджанскому государству.